# شورلت آپ‌لندر
شورلت آپ‌لندر (Chevrolet Uplander) خودرویی است که در سال‌های ۲۰۰۵ تا ۲۰۰۸ تولید شده‌است.
این خودرو در کلاس مینی‌ون قرار گرفته، طراحی آن موتور جلو، محور جلو یا چهار چرخ محرک بوده است.